# Кристаллография
Кристаллогра́фия — наука о кристаллах, их структуре, возникновении и свойствах. Она тесно связана с минералогией, физикой твёрдого тела и химией. Исторически кристаллография возникла в рамках минералогии, как наука, описывающая идеальные кристаллы.
Задачей кристаллографии является изучение строения, физических свойств кристаллов, условий их образования, разработка методов исследования и определения вещества по кристаллической форме, физическим особенностям и тому подобного. В кристаллографии выделяют направления работ:
- физическая кристаллография: изучает физические свойства кристаллов — механические, тепловые, оптические;
- геометрическая кристаллография: изучает формы кристаллов;
- кристаллогенез: изучает образование и рост кристаллов;
- кристаллохимия: изучает связь между химическим составом вещества и его структурой.

## История науки

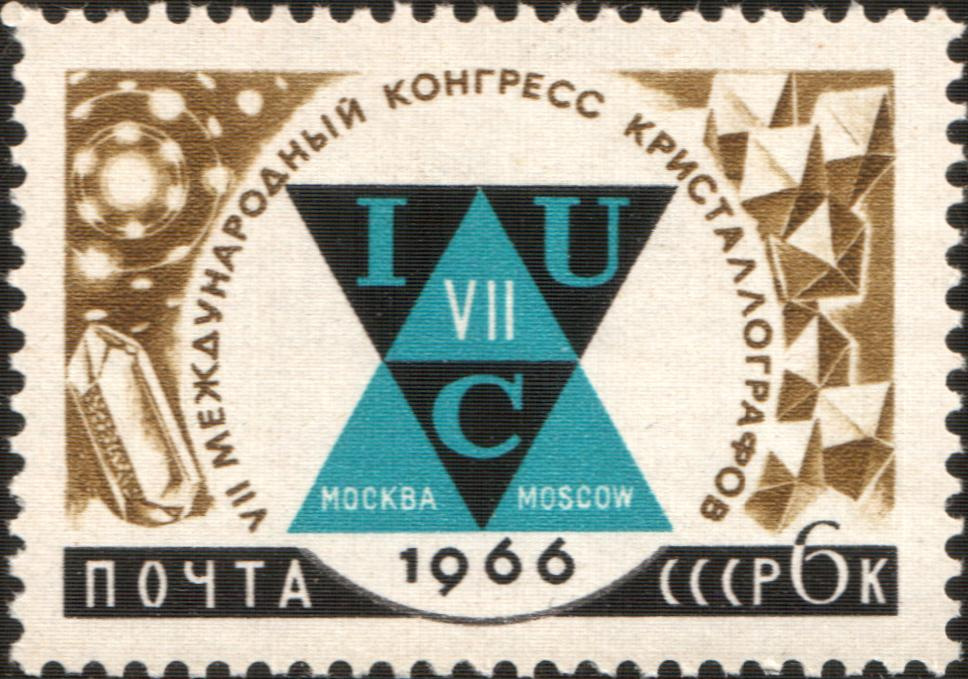
Почтовая марка СССР, 1966 год:
VII международный конгресс кристаллографов

Истоки кристаллографии можно усмотреть ещё в античности, когда греки предприняли первые попытки описания кристаллов. При этом большое значение придавалось их форме. Греками же была создана геометрия, выведены пять платоновых тел и сконструировано множество многогранников, позволяющих описывать форму кристаллов.
- 1611 — трактат «О шестиугольных снежинках» немецкого астронома и математика И. Кеплера. Кеплера иногда называют ранним предшественником структурной кристаллографии.
- 1669 — Стенсен, Нильс выдвинул закон (Закон Стено) или «закон постоянства углов кристаллов», который утверждает, что углы между соответствующими гранями кристаллов одинаковы для всех экземпляров одного минерала при одинаковых условиях (температура и давление).
- Как самостоятельная дисциплина кристаллография была изложена французским минералогом Жаном Батистом Луи Роме-де-Лилем (фр. Jean-Baptiste Romé de Lisle) в 1772 году в сочинении «Опыт кристаллографии». Позднее Жан Батист Луи Роме-де-Лиль переработав и расширив это сочинение, опубликовал его в 1783 году под названием «Кристаллография, или описание форм, присущих всем телам минерального царства».
- Ренэ-Жюст Гаюи нашёл весьма важный закон о рациональности разрезов по осям, который имеет значение для всего строения кристалла. Независимо друг от друга он и шведский химик Торберн Бергман выяснили, что из всех кристаллов известковых шпатов можно вырубить кристалл основной формы, тем самым открыли существование плоскостей спайности.
- В 1830-е Иоганн Гессель и независимо в 1869 Аксель Гадолин доказали, что в К. возможны лишь 32 вида симметрии, подразделённые в 6 сингоний[1].

Первым в России предпринял точные кристаллографические исследования Н. И. Кокшаров, а получил полную классификацию кристаллографической группы Е. С. Фёдоров.
В 1947 году основан Международный союз кристаллографов.

## Основные понятия кристаллографии
Для описания симметрии многогранников и кристаллических решёток в кристаллографии установлена следующая иерархия терминов:
- Три категории симметрии
  - Шесть сингоний
  - Семь кристаллических (кристаллографических) систем
    - 14 решёток Браве
    - 32 класса или вида симметрии
      - 230 пространственных групп

Кроме того, используются термины:
- Простая форма
- Индексы грани
- Кристаллическая решётка
- Обратная решётка
- Кристаллическая структура
- Элементарная ячейка
- Изоморфизм (химия)
- Полиморфизм кристаллов
- Метаморфизм

### Пирамиды роста
Пирами́ды ро́ста — пирамиды, основаниями которых служат грани кристалла, а общей вершиной — начальная точка роста.
Реальный кристалл во многих случаях целесообразно рассматривать как совокупность пирамид роста, поскольку очень часто физические свойства пирамид роста с основаниями, принадлежащим к различным простым формам, оказываются различными. Это подтверждается существованием у многих природных кристаллов структуры песочных часов, случаями закономерной оптической аномалии у кристаллов
кубической системы и пр.

### Симметрия
Симме́три́я кристаллов (др.-греч. συμμετρία «соразмерность», от μετρέω — «мерю») — закономерная повторяемость в пространстве одинаковых граней, рёбер и углов фигуры, которая может совмещаться сама с собой в результате одного или нескольких отражений. Для описания симметрии пользуется воображаемыми образами — точками, прямыми, плоскостями, называемыми элементами симметрии.
Плоскость симметрии (P) — это воображаемая плоскость, которая делит фигуру на две симметрично равные части, расположенные друг относительно друга как предмет и его зеркальное отражение.
Ось симметрии (L) — прямая линия, при вращении вокруг которой повторяются равные части фигуры, то есть она самосовмещается. Число совмещений при повороте на 360° определяет порядок оси симметрии (n).
Центр симметрии (С) — точка внутри кристалла, в которой пересекаются и делятся пополам все линии, соединяющие соответственные точки на его поверхности.
| Категория                 | Низшая     | Низшая      | Низшая      | Средняя        | Средняя            | Средняя        | Высшая       | Высшая |
| Кристаллическая система   | Триклинная | Моноклинная | Ромбическая | Тетрагональная | Тригональная       | Гексагональная | Кубическая   |        |
| Примитивный               | L1         |             |             | L4             | L3                 | L6             | 4L33L2       |        |
| Центральный               | C          |             |             | L4PC           | L3C = Ł3           | L6PC           | 4L33L23PC    |        |
| Планальный                |            | P           | L22P        | L44P           | L33P               | L66P           | 3Ł44L36P     |        |
| Аксиальный                |            | L2          | 3L2         | L44L2          | L33L2              | L66L2          | 3L44L36L2    |        |
| План-аксиальный           |            | L2PC        | 3L23PC      | L44L25PC       | L33L23PC = Ł33L23P | L66L27PC       | 3L44L36L29PC |        |
| «Инверсионно-примитивный» |            |             |             | Ł4             |                    | Ł6 =L3P⊥       |              |        |
| «Инверсионно-планальный»  |            |             |             | Ł42L22P        |                    | Ł63L23P        |              |        |

## 2014 — Международный год кристаллографии
3 июля 2012 года Генеральная Ассамблея ООН на своей 66-й сессии постановила провозгласить 2014 год Международным годом кристаллографии. 
В обоснование принятого решения в резолюции Генеральной Ассамблеи подчёркивается роль изучения и прикладного использования кристаллографии в современном мире и указывается на важное значение научных достижений в области кристаллографии. Упоминается также, что в 2014 году отмечается столетие зарождения современной кристаллографии. 
Ведущую роль в проведении года кристаллографии сыграл Международный союз кристаллографов.